# Luiz Fidelis
Luiz Fidelis Lopes (Juazeiro do Norte) é um cantor e compositor cearense.
Com mais de 200 canções gravadas, Fidelis ficou famoso por ter suas composições no repertório da banda Mastruz com Leite.

## Biografia
Natural de Juazeiro do Norte, no Ceará, Luiz Fidelis é cantor e compositor. Teve canções de sua autoria gravadas por nomes como Elba Ramalho, Marinês, Fagner, Dominguinhos, Abidoral Jamacaru, entre outros.
A partir de poemas de Patativa do Assaré, compôs as músicas "O boi Zebu e as formigas" e "Sem terra", gravadas pela banda Mastruz com Leite. 

## Algumas composições
- Meio dia[2]
- Flor do Mamulengo
- Forrobodó
- Seis cordas
- Olhinhos de fogueira
- Baião de dois[1]